# Riverside Church
La Riverside Church est une église interconfessionnelle située au nord de l'arrondissement de Manhattan, dans la ville de New York, affiliée aux Églises baptistes américaines USA et à l'Église unie du Christ. Elle se trouve dans le quartier de Morningside Heights entre Riverside Drive et  Claremont Avenue et entre les 120e et 122e Rues.

## Histoire
L’église a ses origines dans la Mulberry Street Baptist Church fondée en 1823, qui a pris le nom de  Fifth Avenue Baptist Church en 1866.
L’église a fait la dédicace d’un nouveau bâtiment en novembre 1922 et a été renommée église baptiste de Park Avenue.
Le bâtiment actuel de Riverside Church a été construit sous l'impulsion du magnat du pétrole John Davison Rockefeller Junior et du pasteur baptiste Harry Emerson Fosdick en 1926, en prenant pour modèle la cathédrale de Chartres,. Les plans ont été dessinés par le cabinet d'architectes Allen, Pelton and Collens. Il a été inauguré en 1930. 
En 1960, l’église a voté pour devenir membre d’une deuxième confession, la United Church of Christ.
En 2020, l'église compterait une assistance de 2 500 personnes.
De nombreuses personnalités ont fait des discours dans cette église, parmi lesquelles Martin Luther King, le Sud-Africain Nelson Mandela, Fidel Castro (en 1999) et le secrétaire général des Nations unies Kofi Annan (après les attentats du 11 septembre 2001).

## Intérieur
Les vitraux de l'abside sont de Harry Wright Goodhue (en). Des tableaux représentant des épisodes de la vie de Jésus sont de l'artiste allemand Heinrich Hofmann.

### Orgue
Le premier orgue de la Riverside Church a été construit par Hook & Hastings. En 1948, une nouvelle console de 5 claviers, construite par Aeolian-Skinner, est installée. La même firme agrandit considérablement l'orgue en 1953-54, réutilisant en partie l'instrument précédent.
Avec 102 jeux réels, cet orgue se place dans les 20 plus grands orgues du monde. Il reste attaché, par son histoire, à la figure de Virgil Fox.

## Galerie

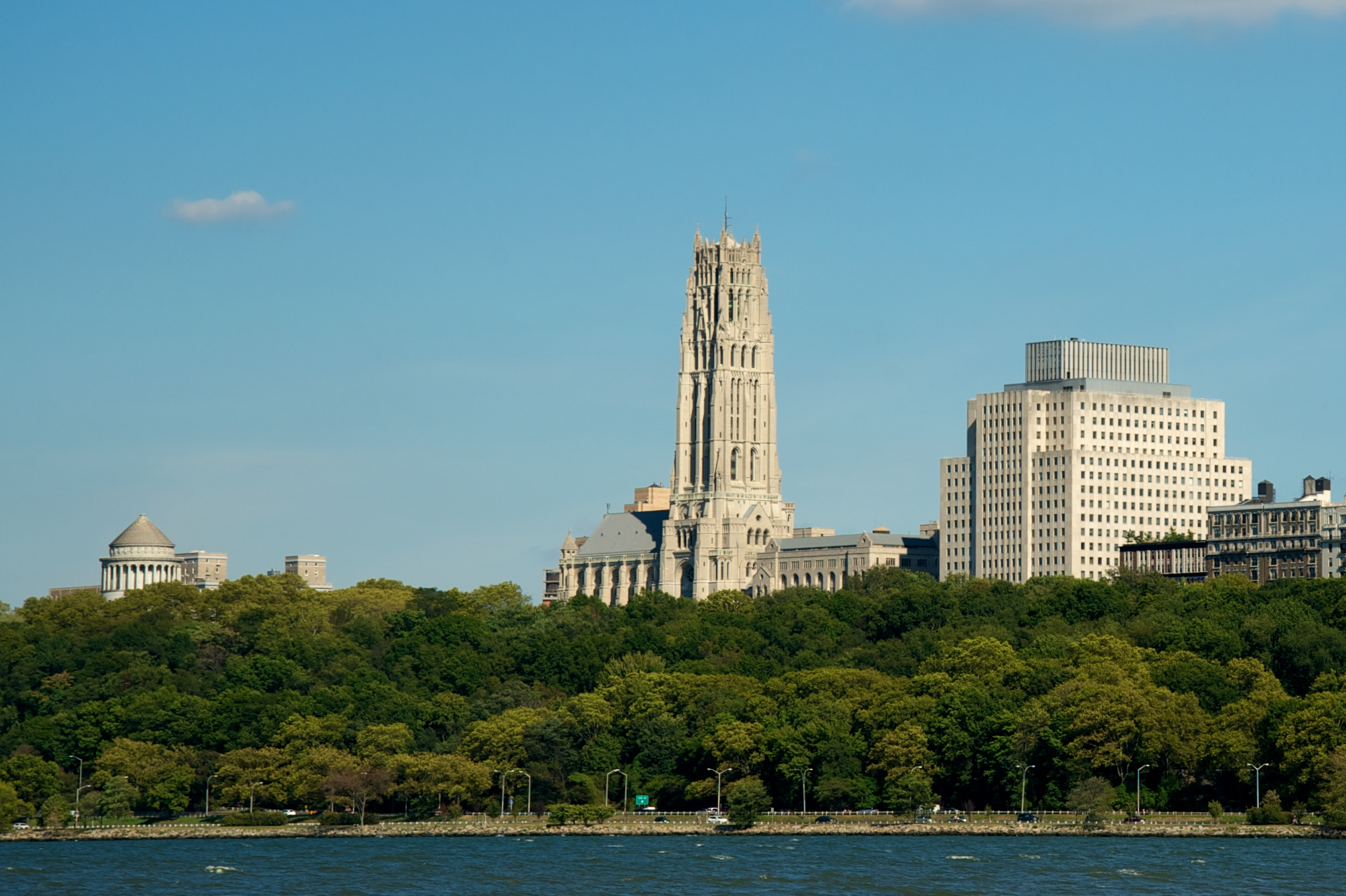
Vue depuis l'Hudson River
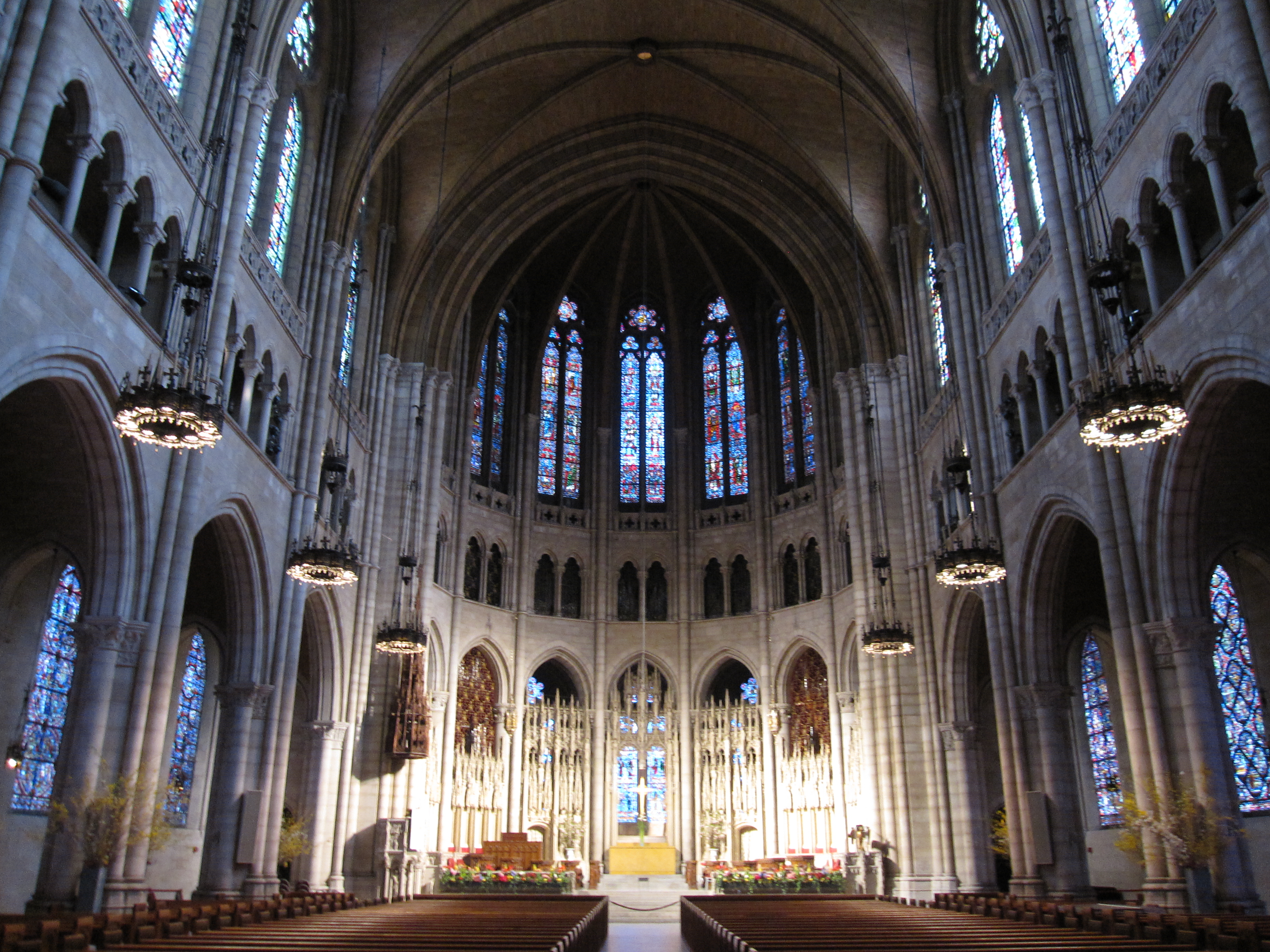
Intérieur